# Princess Tower
Princess Tower is een wolkenkrabber in de wijk Dubai Marina in Dubai, Verenigde Arabische Emiraten. Het is gebouwd tussen 2005 en 2012 Het gebouw is 414 meter hoog en heeft 107 lagen, waarvan 6 kelderlagen, een begane grond en 101 verdiepingen. De totale oppervlakte van het gebouw bedraagt circa 171.006 m². Van 2012 tot 2015 was de Princess Tower de hoogste woontoren ter wereld.

## Ontwerp
Het gebouw is postmodernistisch en is na 432 Park Avenue in New York de hoogste woontoren ter wereld.
Princess Tower bevat onder andere een moskee. Deze wordt exclusief door de bewoners gebruikt. De toren bevat 763 woonunits, 957 ondergrondse parkeerplekken (verspreid over zes kelderlagen) en acht winkels.
De duurste woningen in Princess Tower kostten US$ 85.000.000.

## Bouwgeschiedenis
- In augustus 2007 kwam Princess Tower boven straatniveau.
- In december 2007 bereike Princess Tower verdieping 10.
- In maart 2008 bereikte Princess Tower verdieping 19.
- In januari 2009 bereikte Princess Tower verdieping 50.
- In april 2009 bereikte Princess Tower verdieping 55.
- In augustus 2009 bereikte Princess Tower verdieping 64.
- In januari 2012 bereikte Princess Tower zijn hoogste punt.
- Op 12 september 2012 werd de Princess Tower opgeleverd door de bouwfirma.

## Galerij

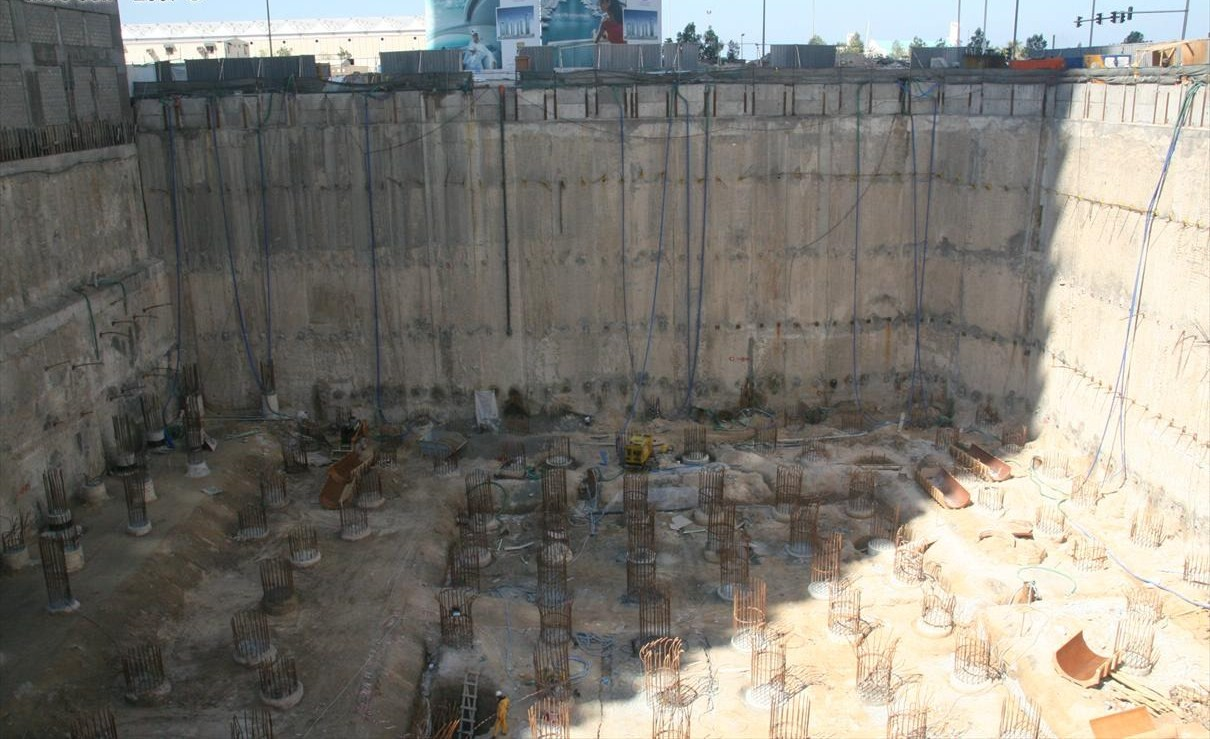
Princess Tower op 16 februari 2007
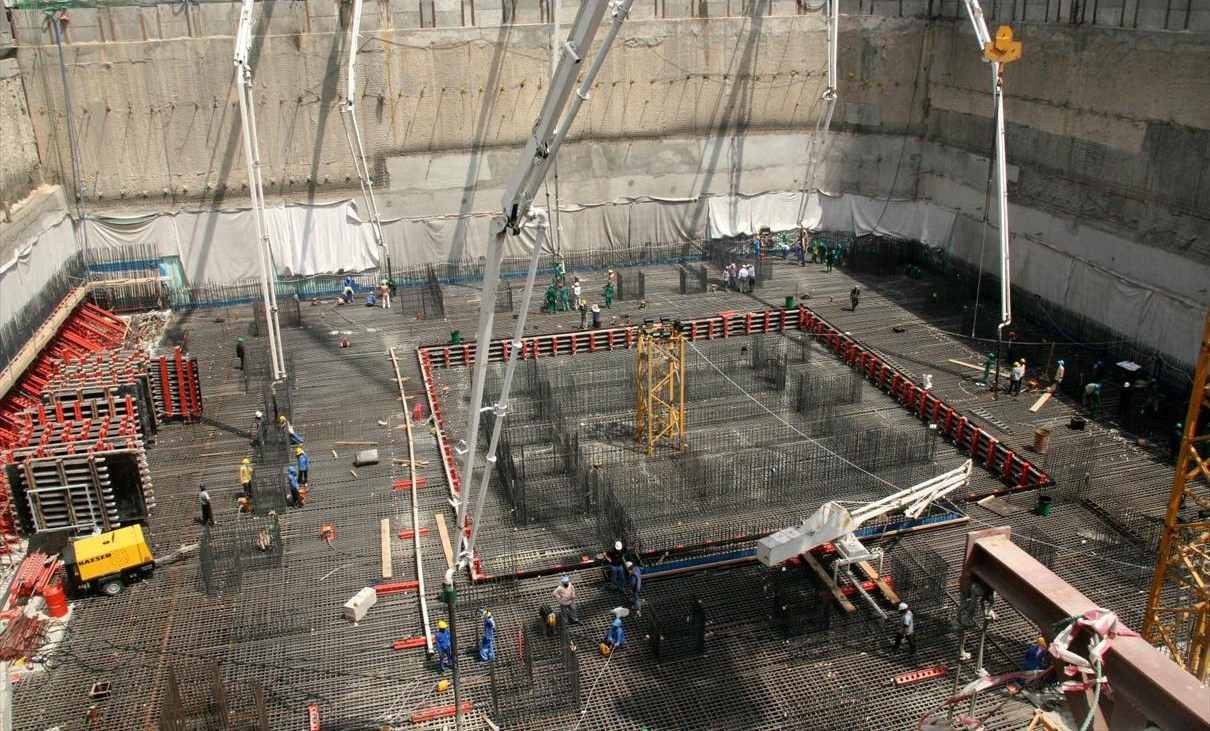
Princess Tower op 15 juni 2007
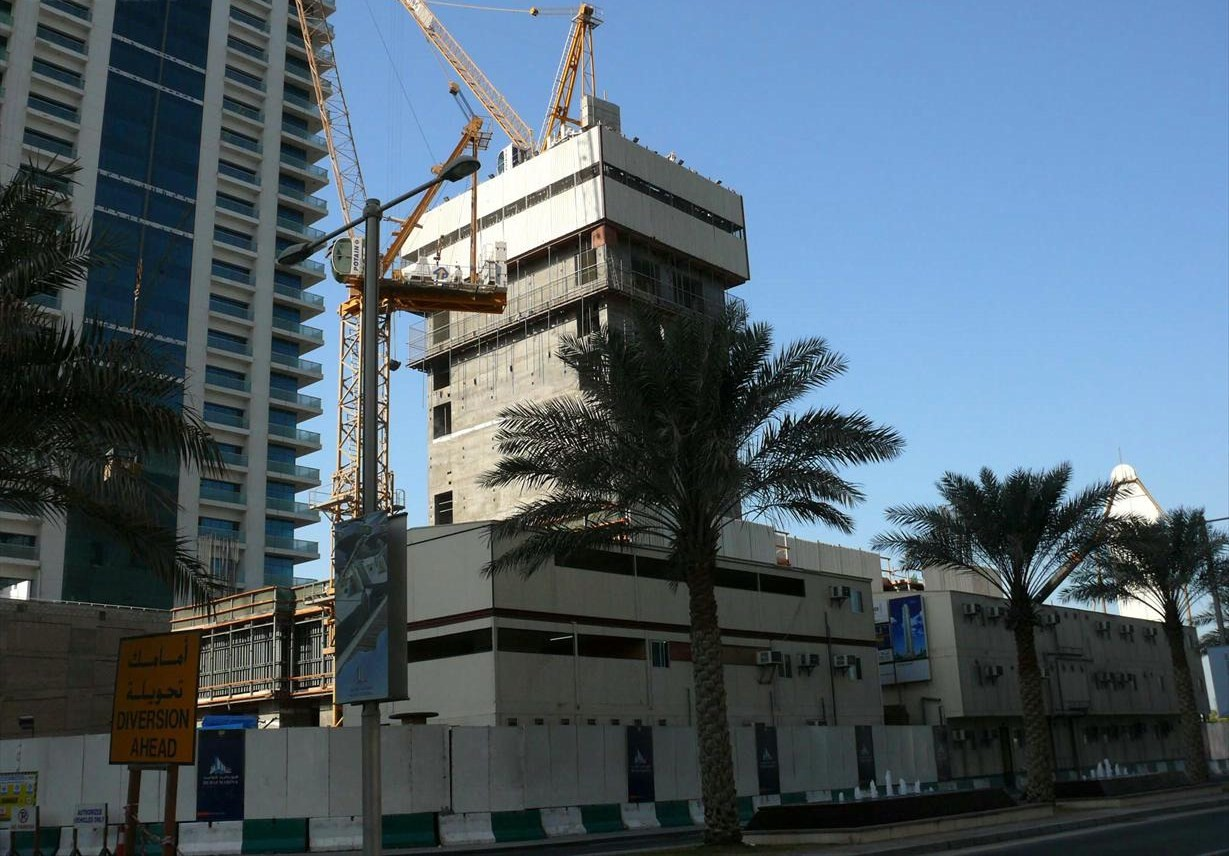
Princess Tower op 20 december 2007
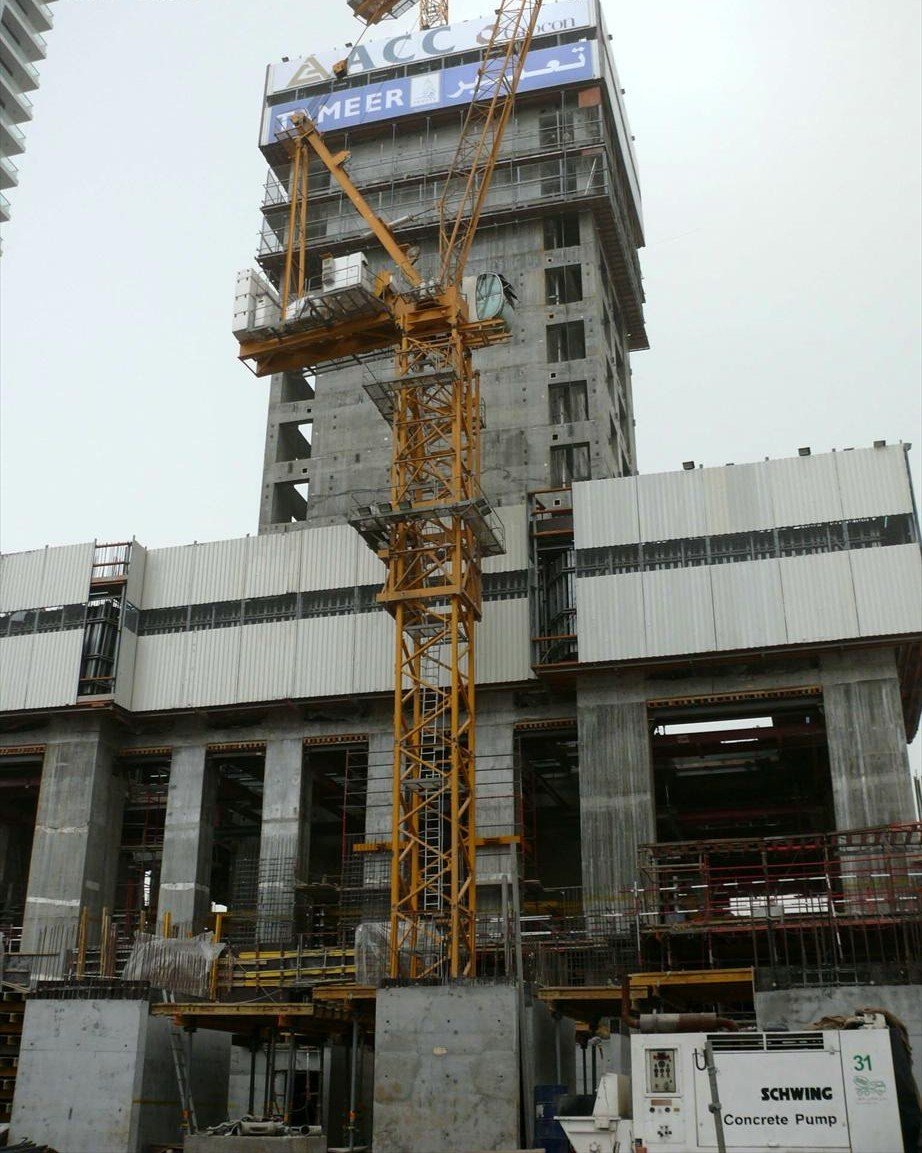
Princess Tower op 1 februari 2008